# Thomas Bellerby Wilson

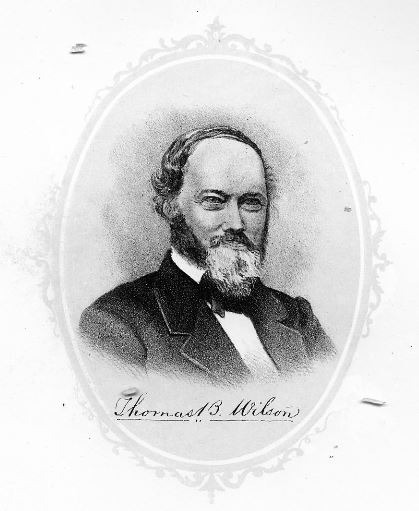
Thomas Bellerby Wilson (1807–1865)

Thomas Bellerby Wilson (* 17. Januar 1807 in Philadelphia, Pennsylvania; † 15. März 1865 in Newark, Delaware) war ein US-amerikanischer Arzt, Naturforscher, Sammler naturhistorischer Exponate und Förderer der Academy of Natural Sciences.

## Leben und Wirken
Sein Vater Edward Wilson (1772–1843) stammte aus Liverpool und heiratete 1802 Elizabeth Bellerby. Beide kamen vor 1800 aus England in die Vereinigten Staaten. Thomas Bellerby Wilson war das dritte Kind aus dieser Ehe. Ein Bruder war Edward Wilson (1808–1888), der in Hean Castle in der Grafschaft Pembrokeshire lebte und seinen Bruder mit naturhistorischen Sammlungen aus Europa versorgte. Auch sein Bruder William Savery Wilson (1803–1870), der zeitweise in Paris lebte, kaufte Sammlungen für seinen Bruder auf. Rathmell Wilson (1810–1890), ein weiterer Bruder, vermachte der Academy of Natural Sciences nach dem Tod von Thomas Bellerby einen beträchtlichen Teil der Bibliothek seines Bruders.
Von 1818 bis 1819 besuchte er die Friends' School, an der er u. a. von Thomas Dugdale Jr. Lateinunterricht erhielt. Als sein Vater 1820 nach England reiste, nahm er ihn mit. Hier besuchte er eine Schule in Darlington und entwickelte eine starke Bindung an das Land seiner Vorfahren. Im Frühling 1822 kehrte er nach Amerika zurück. Nun bestimmte sein Interesse an der Wissenschaft sein weiteres Leben. Statt erneut die Schulbank zu drücken, entschloss er sich, Pharmazie bei einem der bekanntesten Apotheker der Stadt Philadelphia Frederick Brown (1796–1864) zu studieren. Hier erfuhr er in der täglichen Arbeit die Wunder des physischen Universums. Für ihn war diese Ausbildung so wertvoll wie ein Universitätsstudium, da er viele Einflussfaktoren auf menschliche Organe kennen lernte. Die Einflüsse aus den Bereichen Chemie, Naturphilosophie, Mineralogie und Geologie, die er in seiner sechsjährigen Tätigkeit kennen lernte, prägten sein späteres Leben.
Das Forschungsgebiet der Geologie entwickelte sich 1828 in den USA erst langsam und so bereitete sich Wilson auf seine erste geologische Expedition vor. Im Herbst desselben Jahres brach er mit drei Freunden auf, um die Kohleregion um Philadelphia zu erkunden. Ihre Route führte sie entlang des Delaware Rivers bis zum Lehigh River. Von dort ging es in die Berggebiete am Quellgebiet des Lehigh und weiter in den Talkessel des Susquehanna Rivers. Nächstes Ziel war Wyoming-Tal und seine angrenzenden Kohleminen. Entlang des Susquehanna erreichten sie schließlich Northumberland und Sunbury. Sie zogen östlich und erreichten den Hauptarm des Schuylkill Rivers, an dem sie die Kohlegruben besuchten, und kehrten von dort nach Philadelphia zurück.
Noch im Herbst des gleichen Jahres besuchte er die University of Pennsylvania, um Medizin zu studieren. Hier wurde Philip Syng Physick (1768–1837) sein Mentor. Im Frühling des Jahres 1830 schloss er sein Studium ab, doch sein Wissensdurst verlangte von ihm ein weitreichenderes Studium. Da Europa in der Wissenschaft sehr viel weiter als Amerika war, zog es ihn wieder über den Atlantik. Er kam 10 Tage vor der Julirevolution von 1830 in Paris an. Hier lauschte er den Vorlesungen von Georges Cuvier (1769–1832) und anderen berühmten Professoren der Universität von Paris. So besuchte er regelmäßig den Jardin des Plantes und beschäftigte sich neben seinen medizinischen Studien mit Botanik, Zoologie und Geologie. Im Sommer des Jahres 1831 machte er zu Fuß mit seinem Freund Caspar Pinnock Erkundungstouren durch Frankreich und die Schweiz. Während seines Aufenthalts in Europa besuchte er außerdem England und Irland. In Irland besucht er ebenfalls medizinische Vorlesungen und kehrte nach zwei Jahren wieder in seine Heimatstadt Philadelphia zurück.
Zwar war er ein voll ausgebildeter Mediziner, doch praktizierte er nie wirklich bzw. nur mit kleineren Ausnahmen. In seiner Zeit in Europa grassierte die Cholera, so dass er deren Behandlung sorgfältig studieren konnte. Als die Epidemie in die Vereinigten Staaten überschwappte, waren seine Dienste von großem Wert. Statt eine lukrative Tätigkeit in einem Krankenhaus aufzunehmen, widmete er sich den ganzen Sommer der Pflege von armen Menschen. Als die Epidemie im Herbst abflaute, musste er sich zunächst um seine eigene Gesundheit kümmern und erholte sich für einige Wochen in Berks County und in New Castle County.
Kurz nach seiner Ankunft in Amerika kümmerte er sich intensiv um botanische und ornithologische Fragen. Er sammelte Pflanzen, trocknete diese und sortierte sie systematisch in seinem Herbarium. In Cuviers Vorlesungen hatte er die Grundlagen der vergleichenden Anatomie kennen gelernt und so bildete er für private Studien eine eigene Sammlung, die schließlich in den Besitz der Academy of Natural Sciences überging.
Den Winter 1832/33 verbrachte er in Philadelphia, bevor er im folgenden Frühling mit seinem Bruder Rathmell nach New London in Chester County zog, wo sie acht Jahre lang lebten. Hier kaufte er sich eine Farm, dessen Gebiet und deren Umgebung er naturwissenschaftlich erkundete. Seine medizinische Bibliothek gab er der Medical Society und seine chirurgischen Geräte an das Wills Eye Hospital. Beide hatte er in seiner Zeit in Europa erstanden. Statt sich der Medizin zu widmen, streifte er lieber mit seinem botanischen Behälter, seinem Insektennetz und seinem Geologenhammer durch die Bäche, Felder, Haine und Wälder der Umgebung. Hier legte er den Grundstein seiner ca. 20.000 Stück umfassenden entomologischen Präparate, die später an die American Entomological Society gingen. Sein Hauptinteressensgebiet blieb die Geologie, obwohl er seine Forschungsergebnisse nie publizierte. Bekannt ist, dass er Reisen in den Westen Virginias, nach Kentucky, nach Tennessee und alle Staaten nördlich bis zum Ohio River und am Mississippi River bis an die Saint-Anthony-Fälle unternommen hatte. In Kanada war er bis am Saguenay Fluss.
Vom Frühling 1842 reiste er mit seinem Bruder Charles in England, Frankreich, der Schweiz und in Italien und kehrte kurz vor dem Tod seines Vaters im Dezember 1843 zurück. 1844 kehrte er erneut nach England zurück, dieses Mal von seinem Bruder William begleitet. Hier kaufte er eine große Menge mineralogischer Exponate und Fossilien. Seine letzte Europareise war im Jahr 1851, als er die große internationale Ausstellung in England besuchte. Hier reiste er weiter nach Belgien, Holland, Deutschland und Frankreich. Er blieb ein Monat in Paris, wo sein Bruder William sich für einige Jahre niederließ. Nach seinen drei Reisen nach Europa verlegte er seinen Wohnsitz gemeinsam mit seinem Bruder Rathnell im Frühling 1841 von New London Township in die Nähe von Newark. Trotzdem hielt er sich in Philadelphia eine Unterkunft, die er auch häufig aufsuchte.
Nach dem Motto Handeln, nicht reden dokumentierte er seine Reisen nicht. Geprägt von seiner Vorliebe für Geologie sah er die Naturwissenschaften als komplexes Gesamtwerk, in welchem die einzelnen Forschungsrichtungen zum Verständnis der Entstehung unseres Planeten beisteuern. Deshalb brachte er all seine Begabung, Zeit und sein Einkommen in die Wissenschaft ein. So kümmerte er sich unermüdlich und reichlich um die Gründung neuer Einrichtungen, Sammlungen in den Bibliotheken und naturhistorischen Objekten. Seine großzügigen Spenden halfen vielen jungen Wissenschaftlern in ihrer Karriere. Die wichtigsten Einrichtungen, die Wilson gründete, waren die Academy of Natural Sciences und Entomological Society of Philadelphia. Erstere wurde 1812 von einer Handvoll Männern gegründet. Die Gebäude, die wissenschaftliche Bibliotheken und die prachtvolle naturhistorische Sammlungen stammten überwiegend von William Maclure (1763–1840) und Wilson.
Als das 1817 von Maclure gegründete Journal of the Academy of Natural Sciences of Philadelphia 1841 in Proceedings of the Academy of Natural Sciences of Philadelphia aufging, waren es Wilson, William Sansom Vaux (1811–1882), Walter Rogers Johnson (1794–1852), Samuel Ashmead und William Gambel, die ab 1847 eine zweite Serie von Journal of the Academy of Natural Sciences of Philadelphia publizierten. Wilson steuerte mehr als 12000 Publikationen zur Bibliothek bei, sein Bruder Edward weitere 3662 Exemplare. Die Bibliothek, die durch Maclures Initiative und Spenden gebaut wurde, wurde durch Wilsons Spenden 1847 und 1853 erweitert. Das Museum der Academy wurde überwiegend aus den Gaben von Wilson mit der Unterstützung seines Bruders Edward errichtet. Seine Vogelsammlung war zunächst nur Mitgliedern der Academy zugänglich, bis sie am 20. März 1860 zur öffentlichen Ausstellung kam. Zusammen mit John Cassin präsentierte er 1863 mit Primalia eine dritte Kategorie auf der höchsten Klassifikationsebene Reich, die zuvor nur die Kategorien Animalia und Plantae enthielt.
Im Zeitraum vom 25. April bis 14. Mai 1839 fand im Auktionshaus von Louis Catherine Silvestre (1792–1867) der Verkauf seiner Büchersammlung statt. Im Jahr 1846 erschien ein Katalog des Auktionators Émile Maciet, der den Verkauf der Vogel-Sammlung von François Victor Masséna (1799–1863) in seiner Galerie in der rue de Lille 98 vom 8. bis 25. Juni ankündigte. Die gesamte Sammlung wurde von Wilson für die Academy of Natural Sciences aufgekauft. Wilson besuchte im Zeitraum der Auktion seinen Bruder Edward in London und kam über dessen Agentur in Kontakt mit bekannten Taxidermisten der Stadt. So erkundigte Wilson sich bei John Edward Gray über lohnende Objekte. Dieser empfahl ihm u. a. die Sammlung Massénas. Da Gray in dieser Zeit sowieso nach Paris reiste, erklärte er sich bereit, die Verhandlungen mit Masséna zu führen. Das Geschäft wurde ohne größere Verhandlungen innerhalb eines Tages abgeschlossen und Gray kaufte die gesamte Vogel-Sammlung für 50.000 Francs. Da Gray noch etwas Zeit hatte, besuchte er anschließend seinen alten Freund Henri Marie Ducrotay de Blainville. Hier erfuhr er, dass die französische Regierung plante, die wertvolle Sammlung, die schon einige Zeit im Markt angeboten war, zu kaufen. Zu diesem Zeitpunkt war es bereits zu spät. Henry David Thoreau schrieb anlässlich eines Besuchs bei der Akademie am 21. November 1854 in seinem Journal zu diesem Geschäft:

„...wurde von einem Yankee...an allen gekrönten Häuptern Europas vorbei gekauft.“

In seiner Dokumentation der Sammlungen der Academy in Philadelphia zeigt William Samuel Waithman Ruschenberger (1813–1869), wie viele Exponate von Wilson und seine Brüder Edward, William Savory und Charles gespendet wurden. Die Vogelsammlung von Adolphe Delattre wurde eventuell von William Savory, der damals in Paris lebte, für seinen Bruder erstanden. Etwa hundert Säugetiere, die Bonaparte in seinem Werk Iconografia della fauna italica: per le quattro classi degli animali vertebrati landeten durch Wilson im Museum der Academy. Auch ein Albino des Weißwedelhirschs (Odocoileus virginianus) spendete Wilson. Des Weiteren wurden die Sammlung der australischen Vögel von John Gould, eine Sammlung von Papageien und Tangaren von Jules Bourcier, die nordamerikanischen Sammlungen von Cassin und William Gambel (1823–1849) von Wilson aufgekauft. Über die Agentur seines Bruders Edward kamen schließlich weitere Balgsammlungen von Coenraad Jacob Temminck aus Leiden und dem Natural History Museum in seinen Besitz. 1851 kaufte vom Taxidermisten John Krider (vor 1838-ca. 1878) 2000 Vogelexponate. Im Dezember 1848 kaufte die gesamte Eiersammlung von Marc Athanase Parfait Œillet Des Murs. Von Captain William John Edward Boy (1809–1854) erwarb er eine bedeutende Sammlung indischer Vögel. Natürlich gehörten auch Naturalienhändler wie das Haus Verreaux und John Graham Bell (1812–1899) zu seinen Lieferanten. Im Bereich der Krebstiere kaufte er 1851 von Félix Édouard Guérin-Méneville Exponate. Seine paläontologische Sammlung trug er u. a. von Richard Cowling Taylor (1789–1851), Timothy Abbott Conrad (1803–1877), Samuel George Morton (1799–1851), von Édouard Verreaux und Charles T. Budd zusammen.
1860 gibt er in einem Brief seinen Posten im Komitee der Academy auf, da er bereits zwei Arsenvergiftungen, eine damals beliebte Chemikalie zur Präparation von Bälgen, hatte und erwähnt eine afrikanische Sammlung von Paul Belloni Du Chaillu (1835–1903) bei der zunächst noch einige Dinge geklärt werden müssten.
Am 14. Februar 1859 waren es James Ridings (1803–1880), George Newman, Ezra Townsend Cresson (1838–1926), die zum Gründungstreffen der Entomological Society of Philadelphia einluden. Wilson war unter den 15 Mitgliedern, die sich am 22. Februar aus diesem Grund trafen.
Am 18. März 1865 wurde er am South Laurel Hill Friedhof begraben.

## Dedikationsnamen
1847 ehrte ihn John Cassin (1813–1869) bei der Namensgebung der Kuba-Langschnabelweih, die er als Cymindis Wilsonii beschrieb und die heute in der Gattung Chondrohierax steht. Auch der Name des Braunkolibris (Coeligena wilsoni) wurde ihm 1847 von Adolphe Delattre und Jules Bourcier gewidmet. Charles Lucien Jules Laurent Bonaparte (1803–1857) nannte 1850 den Graulappenvogel Callaeas wilsoni, da das Typusexemplar aus Wilsons Museum stammte. Auch James Asbury Ogden (1848–1879) ehrte ihn 1875 in Ptiloris wilsonii . Das Typusexemplar stammte aus der Sammlung von Masséna und hatte Beine einer anderen Art, so dass Ogden seine ursprüngliche Analyse revidierte und den Namen als Synonym für den Sichelschwanz-Paradiesvogel (Cicinnurus magnificus) betrachtete.
Augustus Radcliffe Grote (1841–1903) beschrieb 1867 mit Xerociris wilsonii einen Schmetterling, den er Wilson widmete.
Robert Wilson Gibbes (1809–1866) nannte 1849 ein Haifossil Oxyrhina Wilsonii, ein Name der heute als Synonym für Cosmopolitodus wilsonii steht. Timothy Abbott Conrad (1809–1866) ehrte 1847 ihn in der fossilen Schneckenart Turbinella wilsoni.

## Schriften (Auswahl)
- mit John Cassin: On a Third Kingdom of Organized Beings. In: Proceedings of the Academy of Natural Sciences of Philadelphia. Band 15, 1863, S. 113–121 (biodiversitylibrary.org [abgerufen am 31. August 2021]).